# Wayman Tisdale
Wayman Lawrence Tisdale (Tulsa, 9 giugno 1964 – Tulsa, 15 maggio 2009) è stato un cestista e musicista statunitense, professionista nella NBA.

## Primi anni
Tisdale nasce a Fort Worth, Texas. Suo padre, Louis Tisdale, è stato un noto pastore a Tulsa, in Oklahoma.Dopo la morte del padre nel 1997, l'ex autostrada Osage di Tulsa è stata nominata LL Tisdale Parkway in suo onore. Il fratello maggiore di Wayman, Weldon è stato pastore della chiesa dal 1997.
Crescendo, Tisdale non era inizialmente interessato al basket. Saranno i fratelli maggiori Weldon e William ad introdurre alla pallacanestro il giovane Wayman.
Wayman incontrò la sua futura moglie Regina nell'aprile 1981 in chiesa. Erano juniores di due diverse scuole superiori di Tulsa, tuttavia Regina non sapeva che Wayman fosse uno dei giocatori di basket di maggiore prospetto nel paese.
Tisdale chiamava la musica il suo "primo amore". Durante la sua gioventù, e continuando anche durante la sua carriera cestistica universitaria, suonava il basso nella chiesa di suo padre.
La musica e la chiesa erano due mondi molto importanti per Tisdale, che dopo essersi iscritto all'Università di Oklahoma, il coach dei Sooners, Billy Tubbs, decise di cambiare il calendario degli allenamenti della squadra per permettere a Wayman di frequentare la chiesa e dedicarsi allo studio del basso.

## Carriera cestistica
Tisdale si è laureato alla Booker T. Washington High School di Tulsa, Oklahoma, dove è cresciuto, negli anni accademici 1982/1985. È stato eletto tre volte giocatore dell'anno nonché primo giocatore della storia collegiale della sua università ad essere nominato All American team dalla Associated Press. Detiene ancora il record di Oklahoma per più punti segnati da qualunque altro giocatore durante il suo anno da matricola e quella da sophomore. Ha vinto una medaglia d'oro come membro della squadra olimpica degli Stati Uniti del 1984, allenata da Bobby Knight dell'Università di Indiana.
I Pacers selezionarono Tisdale con la seconda scelta assoluta nel Draft NBA 1985.
Capace di giocare nel doppio ruolo di ala/centro, Tisdale ha totalizzato 15 punti e 6 rimbalzi di media a partita in una carriera professionale di 12 stagioni disputate con gli Indiana Pacers, Sacramento Kings e Phoenix Suns. La sua migliore stagione è stata nel 1989-90 con i Kings, raggiungendo una media di 22.3 punti e 7.5 rimbalzi a partita. Tisdale e Mitch Richmond formarono una delle coppie più dinamiche della storia della NBA. Tisdale si ritirò nel 1997 per concentrarsi interamente sulla sua carriera musicale.
Tisdale è il primo atleta in qualsiasi sport a poter vantare di avere il suo numero di maglia (23) ritirato dall'Università di Oklahoma nel 1997. Quando Blake Griffin fu autorizzato a indossarlo durante la sua carriera all'OU (2007-2009), cercò e ricevette la benedizione di Tisdale prima di accettarla.
Il titolo di freshman dell'anno NCAA è stato ribattezzato il Wayman Tisdale Award.

## Carriera musicale
Tisdale debuttò nel mondo discografico con Power Forward album del 1995 pubblicato dalla Label Motown.
Suonando principalmente il basso, ha registrato otto album, con il rilascio nel 2001 dell'album Face to Face, è riuscito a raggiungere la posizione numero uno della chart contemporary jazz di Billboard. Nel 2002 gli è stato assegnato il Legacy Tribute Award dall'Ohlahoma Jazz Hall of Fame. Nel corso di una chat internet di ESPN, Tisdale ha detto che le sue influenze musicali includevano i gruppi funk degli anni '70. Il suo ultimo lavoro in studio di registrazione, Rebound, è stato scritto e pubblicato dopo essergli stato diagnosticato un cancro.

## Diagnosi del cancro
Nel marzo 2007, Tisdale è stato sottoposto a trattamento per un cancro al ginocchio (osteosarcoma), scoperto dopo una caduta da una scalinata a casa sua a Los Angeles l'8 febbraio in cui riportò la rottura della gamba. Nel mese di maggio, Tisdale ha annunciato sul suo sito web di recuperare da una procedura per rimuovere la cisti e avrebbe recuperato al 100%. Lui e Regina si impegnarono a non dire ai loro quattro figli della sua diagnosi fino alla caduta di quell'anno. Tuttavia, il primo ciclo di chemioterapia non ebbe buon esito, costringendolo a sottoporsi ad un secondo ciclo.
Nell'agosto 2008 subì l'amputazione della gamba destra a causa del cancro osseo. Sul suo sito web, Tisdale dichiarò che la rimozione di una parte della gamba sarebbe stato il modo migliore per garantire che il cancro non tornasse. In un video messaggio alla fila di una partita di football il 28 settembre, Tisdale ha affermato che stava bene e che era in sereno dopo l'operazione.
Poco dopo l'operazione, gli fu installata una protesi. Scott Sabolich, direttore clinico, ha affermato che nella sua carriera di 21 anni non aveva mai creato una protesi grande quanto quella che doveva progettare per Tisdale. Sabolich fece notare che in genere una persona che ha subito un'amputazione necessita dai tre a sei mesi per abituarsi a deambulare con una protesi, mentre Tisdale ci impiegò solo un mese. Ha dimostrato di essere altrettanto veloce nell'imparare a camminare sul suo nuovo arto. L'esperienza di Tisdale lo ha portato a fondare la Fondazione Wayman Tisdale per raccogliere fondi e per aiutare gli ammalati con il processo protesico, che negli Stati Uniti, non è sempre coperto da un'assicurazione sanitaria.
Nell'aprile del 2009 ha accettato un premio dal Greenwood Cultural Center di Tulsa, partendo subito per tour di 21 date in tutto il paese.

## La morte
Tisdale è morto il 15 maggio 2009 presso il centro medico di St. John a Tulsa. L'agente di Tisdale ha descritto la sua morte come un "grande shock" e ha notato che Tisdale aveva intenzione di andare nello studio di registrazione la settimana successiva per un progetto con il chitarrista jazz Norman Brown.
Il 21 maggio 2009, 4.000 persone hanno assistito al servizio commemorativo di Tisdale presso il centro BOK di Tulsa. Nel giugno 2009 l'Università di Oklahoma-Tulsa annunciò che la sua nuova clinica di salute specializzata nel nord di Tulsa sarebbe stata nominata in onore di Tisdale.
L'album American Ride di Toby Keith del 2009 è "dedicato alla memoria di Wayman e Noel McFarland". L'album include la canzone Cryin for Me (Wayman's Song), un omaggio a Tisdale con Keith, Dave Koz, Marcus Miller e Arthur Thompson.
La canzone Bright del chitarrista Peter White (dall'album Good Day del 2009) è stata dedicata  "alla memoria di Wayman Tisdale, il cui spirito non ha mai fallito di illuminare la nostra vita". White ha detto: "Lui è sempre stato così felice, così positivo, ha sempre avuto un sorriso, ti ha sempre fatto sentire bene. Anche prima della sua morte, avevo sempre chiamato questa canzone "Bright", perché sembrava emozionante, felice e divertente. Poi ho capito che sarebbe stata la canzone perfetta da dedicare a Wayman, perché è stato il modo in cui è venuto al mondo".

## Statistiche

### NCAA
| Anno     | Squadra          | PG  | PT | MP   | TC%  | 3P% | TL%  | RP   | AP  | PRP | SP  | PP   |
| -------- | ---------------- | --- | -- | ---- | ---- | --- | ---- | ---- | --- | --- | --- | ---- |
| 1982-83  | Oklahoma Sooners | 33  | -  | 34,5 | 58,0 | -   | 63,5 | 10,3 | 0,8 | 1,0 | 2,5 | 24,5 |
| 1983-84  | Oklahoma Sooners | 34  | -  | 36,2 | 57,7 | -   | 64,0 | 9,7  | 0,7 | 0,8 | 2,2 | 27,0 |
| 1984-85  | Oklahoma Sooners | 37  | -  | 34,7 | 57,8 | -   | 70,3 | 10,2 | 1,3 | 0,9 | 1,4 | 25,2 |
| Carriera | Carriera         | 104 | -  | 35,1 | 57,8 | -   | 66,1 | 10,1 | 0,9 | 0,9 | 2,0 | 25,6 |

### NBA

#### Regular season
| Anno     | Squadra          | PG  | PT  | MP   | TC%  | 3P% | TL%  | RP  | AP  | PRP | SP  | PP   |
| -------- | ---------------- | --- | --- | ---- | ---- | --- | ---- | --- | --- | --- | --- | ---- |
| 1985-86  | Indiana Pacers   | 81  | 60  | 28,1 | 51,5 | 0,0 | 68,4 | 7,2 | 1,0 | 0,4 | 0,5 | 14,7 |
| 1986-87  | Indiana Pacers   | 81  | 15  | 26,7 | 51,3 | 0,0 | 70,9 | 5,9 | 1,4 | 0,6 | 0,3 | 14,5 |
| 1987-88  | Indiana Pacers   | 79  | 57  | 30,1 | 51,2 | 0,0 | 78,3 | 6,2 | 1,3 | 0,7 | 0,4 | 16,1 |
| 1988-89  | Indiana Pacers   | 48  | 5   | 27,6 | 50,5 | 0,0 | 79,2 | 6,5 | 1,6 | 0,7 | 0,7 | 16,0 |
| 1988-89  | Sacramento Kings | 31  | 30  | 35,7 | 52,3 | -   | 74,4 | 9,6 | 1,7 | 0,6 | 0,6 | 19,8 |
| 1989-90  | Sacramento Kings | 79  | 79  | 37,2 | 52,5 | 0,0 | 78,3 | 7,5 | 1,4 | 0,7 | 0,7 | 22,3 |
| 1990-91  | Sacramento Kings | 33  | 31  | 33,8 | 48,3 | 0,0 | 80,0 | 7,7 | 2,0 | 0,7 | 0,8 | 20,0 |
| 1991-92  | Sacramento Kings | 72  | 71  | 35,0 | 50,0 | 0,0 | 76,3 | 6,5 | 1,5 | 0,8 | 1,1 | 16,6 |
| 1992-93  | Sacramento Kings | 76  | 75  | 30,0 | 50,9 | 0,0 | 75,8 | 6,6 | 1,4 | 0,7 | 0,6 | 16,6 |
| 1993-94  | Sacramento Kings | 79  | 77  | 32,4 | 50,1 | -   | 80,8 | 7,1 | 1,8 | 0,5 | 0,7 | 16,7 |
| 1994-95  | Phoenix Suns     | 65  | 13  | 19,6 | 48,4 | -   | 77,0 | 3,8 | 0,7 | 0,4 | 0,4 | 10,0 |
| 1995-96  | Phoenix Suns     | 63  | 6   | 18,3 | 49,5 | -   | 76,5 | 3,4 | 0,9 | 0,2 | 0,6 | 10,7 |
| 1996-97  | Phoenix Suns     | 53  | 15  | 14,7 | 42,6 | -   | 62,5 | 2,3 | 0,4 | 0,2 | 0,4 | 6,5  |
| Carriera | Carriera         | 840 | 354 | 28,4 | 50,5 | 0,0 | 76,0 | 6,1 | 1,3 | 0,6 | 0,6 | 15,3 |

#### Play-off
| Anno     | Squadra        | PG | PT | MP   | TC%  | 3P% | TL%  | RP  | AP  | PRP | SP  | PP   |
| -------- | -------------- | -- | -- | ---- | ---- | --- | ---- | --- | --- | --- | --- | ---- |
| 1987     | Indiana Pacers | 4  | 0  | 27,0 | 61,3 | -   | 56,5 | 4,0 | 2,3 | 0,3 | 0,0 | 12,8 |
| 1995     | Phoenix Suns   | 10 | 0  | 17,0 | 45,1 | 0,0 | 64,3 | 3,0 | 1,1 | 0,0 | 0,4 | 7,3  |
| 1996     | Phoenix Suns   | 4  | 0  | 16,8 | 33,3 | -   | 50,0 | 1,0 | 0,5 | 0,3 | 0,3 | 5,3  |
| 1997     | Phoenix Suns   | 4  | 4  | 9,0  | 33,3 | -   | -    | 1,8 | 0,0 | 0,0 | 0,0 | 3,0  |
| Carriera | Carriera       | 22 | 4  | 17,3 | 45,6 | 0,0 | 59,0 | 2,6 | 1,0 | 0,1 | 0,2 | 7,1  |

#### Massimi in carriera
- Massimo di punti: 40 (3 volte)[2]
- Massimo di rimbalzi: 18 vs Portland Trail Blazers (25 marzo 1989)
- Massimo di assist: 7 vs Dallas Mavericks (3 febbraio 1992)
- Massimo di palle rubate: 4 (10 volte)
- Massimo di stoppate: 4 vs (6 volte)
- Massimo di minuti giocati: 49 (2 volte)

## Palmarès
- McDonald's All-American Game (1982)
- 3 volte NCAA AP All-America First Team (1983, 1984, 1985)

## Discografia
- Power Forward (1995)
- In The Zone (1996)
- Decisions (1998)
- Face to Face (2001)
- 21 Days (2003)
- Hang Time (2004)
- Way Up! (2006)
- Rebound (2008)
- Fonk Record: Featuring Tiz & Fonkie Planetarians (2010)
- The Absolute Greatest Hits (2014)